# 緑警察署 (愛知県)
緑警察署（みどりけいさつしょ）は、愛知県警察が管轄する警察署の一つである。

## 所在地
- 名古屋市緑区青山三丁目20番地[WEB 1]

## 管轄区域
- 名古屋市緑区（愛知県港警察署の管轄区域を除く。）

## 沿革
- 1974年（昭和49年）8月 - 愛知警察署から分離独立して発足。

## 組織
- 警務課
  - 警務係
  - 住民サービス係
  - 留置管理係
- 会計課
  - 会計係
- 生活安全課
  - 生活安全(第一係・第二係)
  - 少年係
  - 保安係
- 地域課
  - 地域総務係
  - 地域(第一係～第三係)
  - 特別警戒隊
- 刑事課
  - 刑事総務係
  - 強行(第一係・第二係)
  - 盗犯係
  - 鑑識係
  - 知能暴力薬物係
- 交通課
  - 交通総務係
  - 交通規制係
  - 指導取締係
  - 事故捜査係
- 警備課
  - 警備係

## 交番
（ ）の中は所在地
- 桃山交番（名古屋市緑区桃山三丁目1301番地）[WEB 1]
- 徳重交番（名古屋市緑区亀が洞一丁目208番地）[WEB 1]
- 平手交番（名古屋市緑区大清水三丁目101番地の1）[WEB 1]
- 東陵交番（名古屋市緑区鳴海町字細根84番地の31）[WEB 1]
- 有松交番（名古屋市緑区有松2802番地の1）[WEB 1]
- 大高交番（名古屋市緑区大高町字下熊瀬1番地9）[WEB 1]

1984年設置。
- 桶狭間交番（名古屋市緑区桶狭間森前1101番地）[WEB 1]
- 鳴海交番（名古屋市緑区鳴海町字本町21番地の10）[WEB 1]
- 鳴子交番（名古屋市緑区鳴子町一丁目55番地5）[WEB 1]

1968年（昭和43年）3月10日、巡査の拳銃が暴発して同僚の巡査が死亡する事故が発生。暴発させた巡査は鳴海交番に事故の報告をした後に自殺。
- 滝ノ水交番（名古屋市緑区滝ノ水四丁目2208番地）[WEB 1]
- 南大高交番（名古屋市緑区南大高四丁目405番地）[WEB 1]

2015年（平成27年）2月、住民の設置要望に応じて、大高交番より独立新設された。敷地面積は189平方メートル、間口9メートル、奥行き21メートル、鉄筋2階建ての建物。
- 徳重駅前交番（名古屋市緑区元徳重一丁目401番地）[WEB 1]

## 駐在所
なし

### WEB
1. 1 2 3 4 5 6 7 8 9 10 11 12 13  愛知県警察. “愛知県警察／警察署・交番・駐在所の所在地”. www.pref.aichi.jp. 2018年10月13日閲覧。

### 新聞
1. 1 2 3  “南大高交番を新設 開所式 人口増、大高から独立” (日本語). 中日新聞朝刊 (中日新聞社). (2015年2月14日)

### 文献
1. ↑  短銃暴発同僚死ぬ 事故の警官も自殺『朝日新聞』1968年（昭和43年）3月11日朝刊 12版 15面